# Legio VIII Augusta

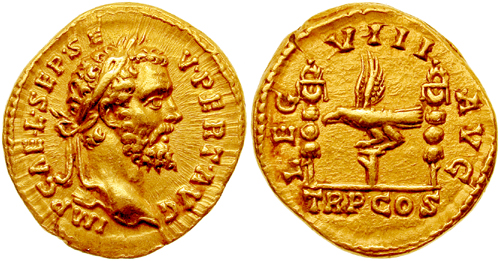
Aureus frappé en 193 par Septime Sévère pour célébrer la VIII Augusta

La Legio VIII Augusta était une légion romaine créée par Jules César et qui continua son service pour Rome pendant 400 ans, en étant longtemps cantonnée à Argentorate, actuelle Strasbourg.

## Création et époque républicaine

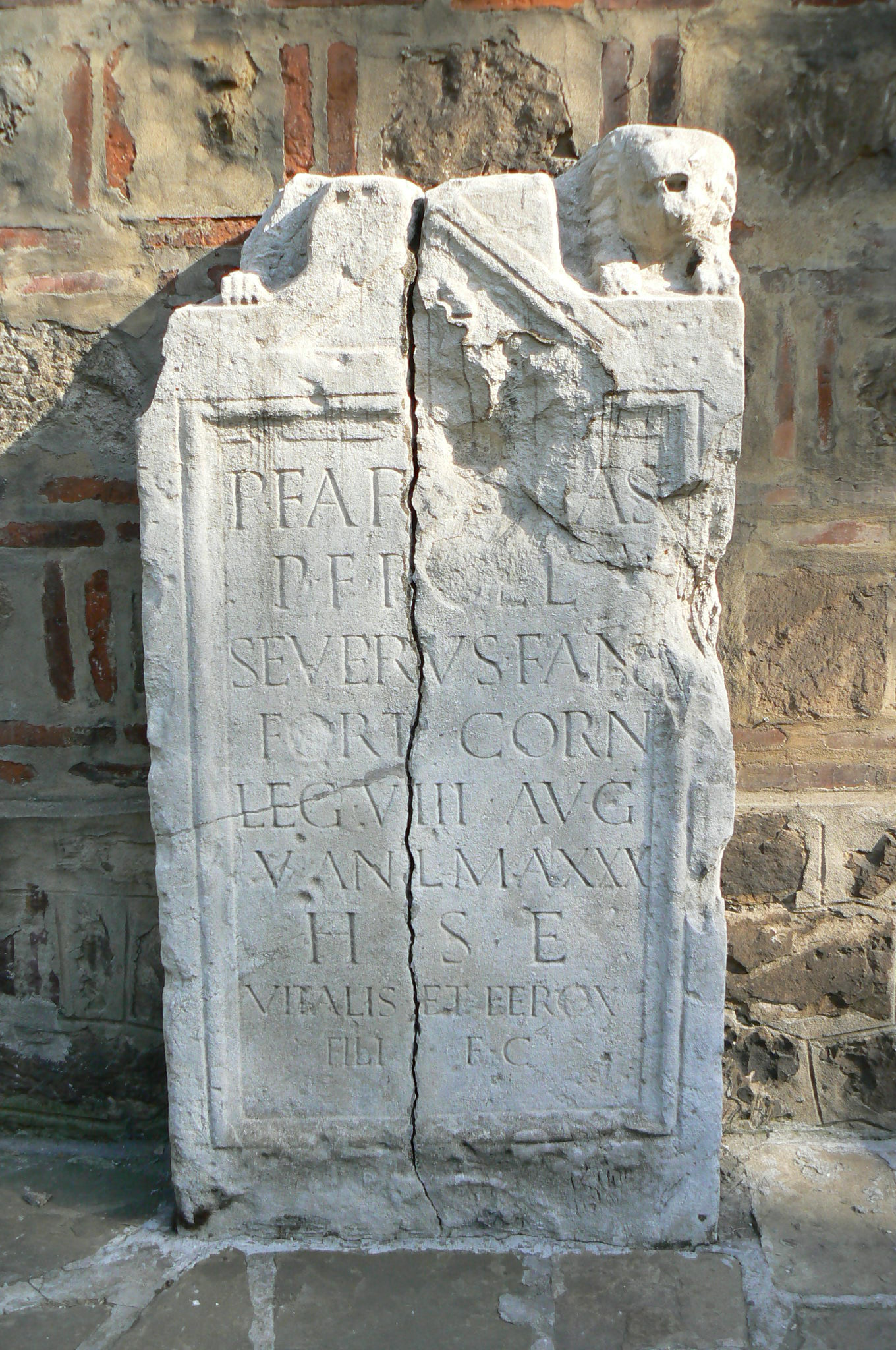
Épitaphe d'un soldat de la VIII Augusta retrouvée à Svistov, site du camp légionnaire de Novae (Bulgarie) et actuellement conservée au Musée archéologique de Sofia. Publius Farfinias Severus était cornicen, c'est-à-dire musicien de la légion. C'était un italien originaire de Fanum Fortunae (; IGL Nov., 81)

La légion VIII a été créée par César probablement en 59 av. J.-C., mais peut-être plus tôt selon différentes sources. Entre 58 et 51 av. J.-C. elle s'est battue dans la Guerre des Gaules, notamment lors des célèbres batailles de Gergovie  et d'Alésia. Après huit ans de campagnes, la VIII termine glorieusement cette guerre. Elle y gagne son titre de Legio VIII Gallica et l’estime de tous : 
« César avait avec lui ses légions les plus anciennes, d’un courage incomparable : la VII, la VIII, la IX puis une autre la XI…mais qui pourtant, après huit ans de campagnes, n’avait pas, comparée aux autres, la même réputation de solidité éprouvée ».
En -49, la Huitième légion a accompagné César lorsqu'il traversa le Rubicon et entra en Italie, c'est elle qui entra dans Rome. Au début de la guerre civile entre César et Pompée, elle connut de lourdes pertes à la bataille de Dyrrachium avant de connaitre plusieurs succès face aux armées de Pompée notamment à la Bataille de Pharsale (Grèce) sous le commandement de Marc Antoine, puis de Thapsus (Tunisie) qui offrit l'Afrique à Jules Cesar en 46 av. J.-C. La légion était aussi présente en Égypte, quand César fit monter Cléopâtre sur le trône. 
Marc Antoine ramène les vétérans enfin démobilisés de la légion VIII Gallica en Campanie. 
Après l'assassinat de César en 44 av. J.-C., Octave a reconstitué la légion qui l'a aidé à prendre le contrôle de la république, puis à la transformer en empire. La VIII participe ainsi, contre Marc Antoine au siège de Mutina, (actuelle Modène) en avril 43 av. J.-C., défendue par les troupes de Decimus Junius Brutus Albinus (ce qui valut à la legio VIII Gallica le surnom de "Mutinensis").
Elle a probablement participé à la célèbre bataille d'Actium (Grèce), où la légion VIII se serait rangée au côté d'Auguste, contre les troupes de Cléopâtre et Marc Antoine.  Cette fidélité à Auguste victorieux justifie le surnom donné à la légion : Legio VIII Augusta.

## Haut-Empire: premières garnisons

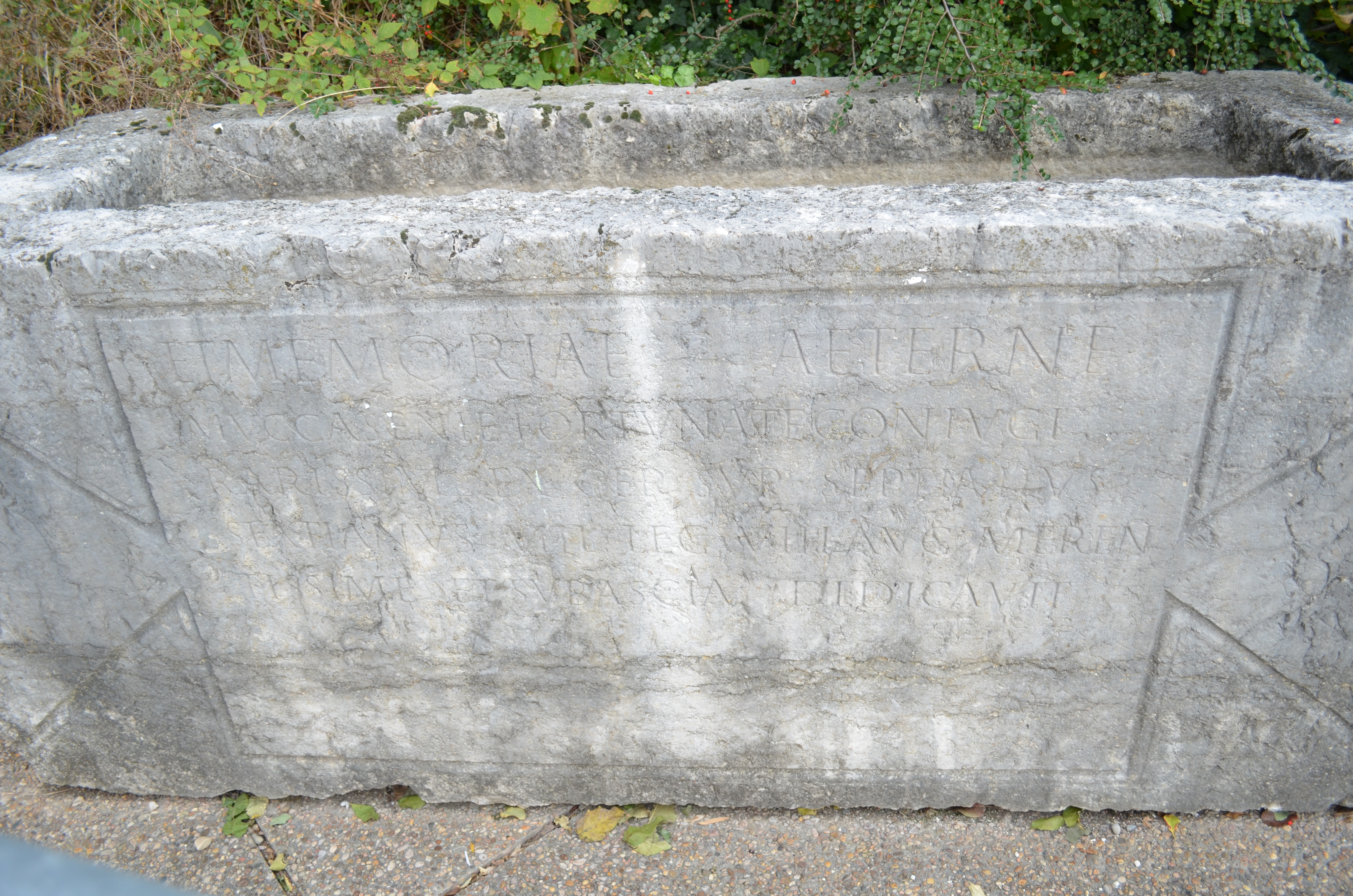
Sarcophage de Mucassenia Fortunata, épouse de Septimius Sextianus, soldat de la Legio VIII Augusta, qui l'élève pour son épouse., jardin archéologique du musée gallo-romain de Fourvière à Lyon.

Il est difficile de préciser la garnison de la légion aux débuts de l'empire. Elle fut probablement cantonnée au nord de l'Italie[réf. nécessaire]. Lors de la révolte des légions de Pannonie en 14 ap. J.-C., à la mort d'Auguste, la VIII Augusta se trouve alors dans cette province et participe à la révolte, en même temps que les deux autres légions pannoniennes d'alors, la legio IX Hispana et la legio XV Apollinaris.
On a souvent avancé que la Légion VIII Augusta a participé à l'invasion romaine de la Bretagne durant le règne de Claude, mais cette hypothèse n'est plus guère soutenue aujourd'hui. Des témoignages épigraphiques permettent de la placer sur le Danube inférieur, en Mésie, à Novae, entre 45 et 68-69.

## Haut-Empire: la légion à Mirebeau-sur-Bèze puis à Strasbourg
En 69, Année des quatre empereurs après le suicide de Néron, la légion a pris le parti d'Othon, un des empereurs défaits, puis du vainqueur Vespasien. Cette même année, elle a été déplacée sur la frontière gauloise du Rhin. Après le Soulèvement des Bataves réprimé par Petilius Cerialis en 70 auquel ont participé les Lingonset l'auto-proclamation d'Empereur par le chef lingon Julius Sabinus dont la tentative d'usurpation le conduira à la mort, Vespasien plaça ces derniers sous la surveillance directe de la VIIIe-légioncantonnée sur l'actuel territoire de la commune de Mirebeau-sur-Bèze, au sud de Langres. Elle y construisit un castrum en pierre d'environ 22 hectares,. 

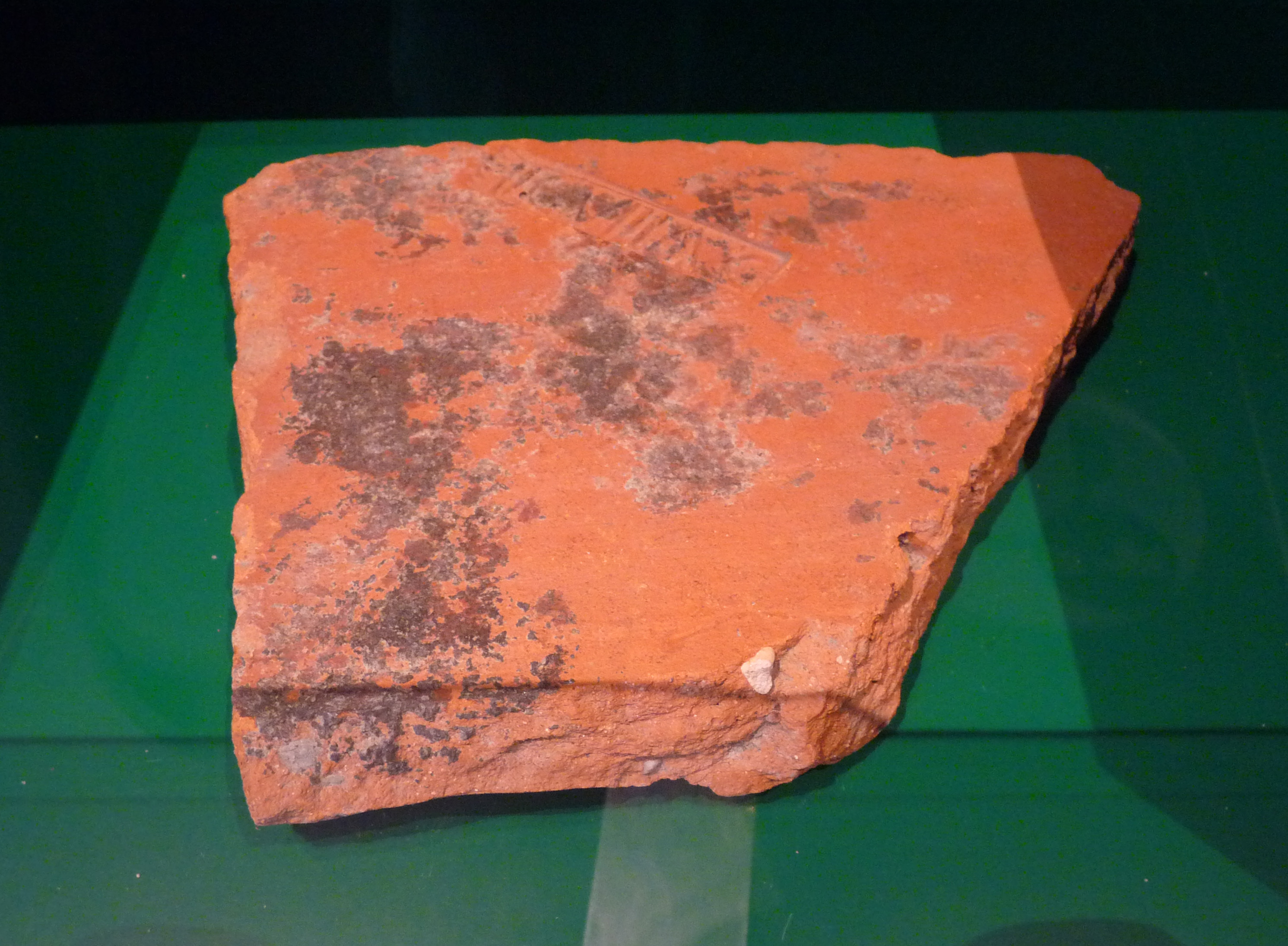
Brique estampillée de la Legio VIII Augusta (II)
Musée historique de Strasbourg

Ce n'est que vers 90 que la VIII Augusta fut déplacée sur le lieu de sa garnison définitive : Strasbourg. Strasbourg et Mirebeau sont les deux grands camps légionnaires permanents situés sur l'actuel territoire français. Ce n'est que très récemment que le site de Mirebeau a été identifié comme un camp légionnaire et que l'on a pu reconstituer correctement l'histoire de la garnison de la Germanie supérieure à la fin du Ier siècle. Le camp de Strasbourg est très mal connu en raison de la continuité de l'occupation urbaine qui recouvre le site.
Sous Commode elle s'illustre lors de la guerre des Déserteurs (vers 185-186), et gagne le surnoms de Pia fidelis Constans Commoda. En 193, elle prend le parti de Septime Sévère, et lui resta fidèle contre Clodius Albinus.
La légion s'est aussi battue en Parthie avec Septime Sévère (qui a régné de 193 jusqu'à 211) et avec son successeur.

## Bas-Empire
L'histoire de la légion est ensuite bien moins connue. Elle semble être restée fidèle à Gallien vers 259, puis a peut-être changé de parti pour soutenir Postume. C'est à tort qu'on a pensé qu'elle avait reçu brièvement le surnom Claudiana sous le règne de l'empereur Claude II le Gothique à l'époque de l'empire des Gaules.
Les sources indiquent qu'elle était toujours active pendant les premières années du IVe siècle, sous Dioclétien, à la frontière du Rhin. L'inscription d'Aurelius Gaius nous apprend qu'un certain nombre des soldats de la légion participèrent aux campagnes des Tétrarques, et en particulier à la campagne de Maximien Hercule en Afrique en 298. Cela signifie que l'histoire de la légion couvre plus de 400 ans de service presque continu. En 371 elle était sans doute encore placée à Argentoratum (Strasbourg). C'est à cette légion, évidemment, que l'on doit le développement de la ville, en Germanie Supérieure. Plus tard, le général romain Stilicon, a été contraint de déplacer les légions du Rhin en direction de l'Italie pour défendre Rome contre l'invasion des Wisigoths.
Selon la Notitia dignitatum, autour de 420 une unité Octaviani existait toujours, il est possible que cette unité soit la légion VIII Augusta, mais seulement un reste de celle-ci, qui avait d'abord été intégrée comme une unité comitatensis, et qui aurait été promue au statut d'unité palatine.

## La Légion VIII aujourd'hui

### Les troupes de reconstitution
Aujourd'hui, des groupes de reconstitution français, anglais, américain, allemand, ... reconstituent cette légion. L’association Légion VIII Augusta d'Autun (Saône-et-Loire) reconstitue la vie du légionnaire à l'époque flavienne, entre 69 et 96 après Jésus-Christ. Cette association est constituée de 130 bénévoles qui continuent près de 2 000 ans plus tard à faire vivre cette légion à travers différentes activités comme des manœuvres, tirs d'artillerie avec des scorpions et des manubalistes, des ingénieurs ainsi que la vie de camp et la cuisine de l'époque.

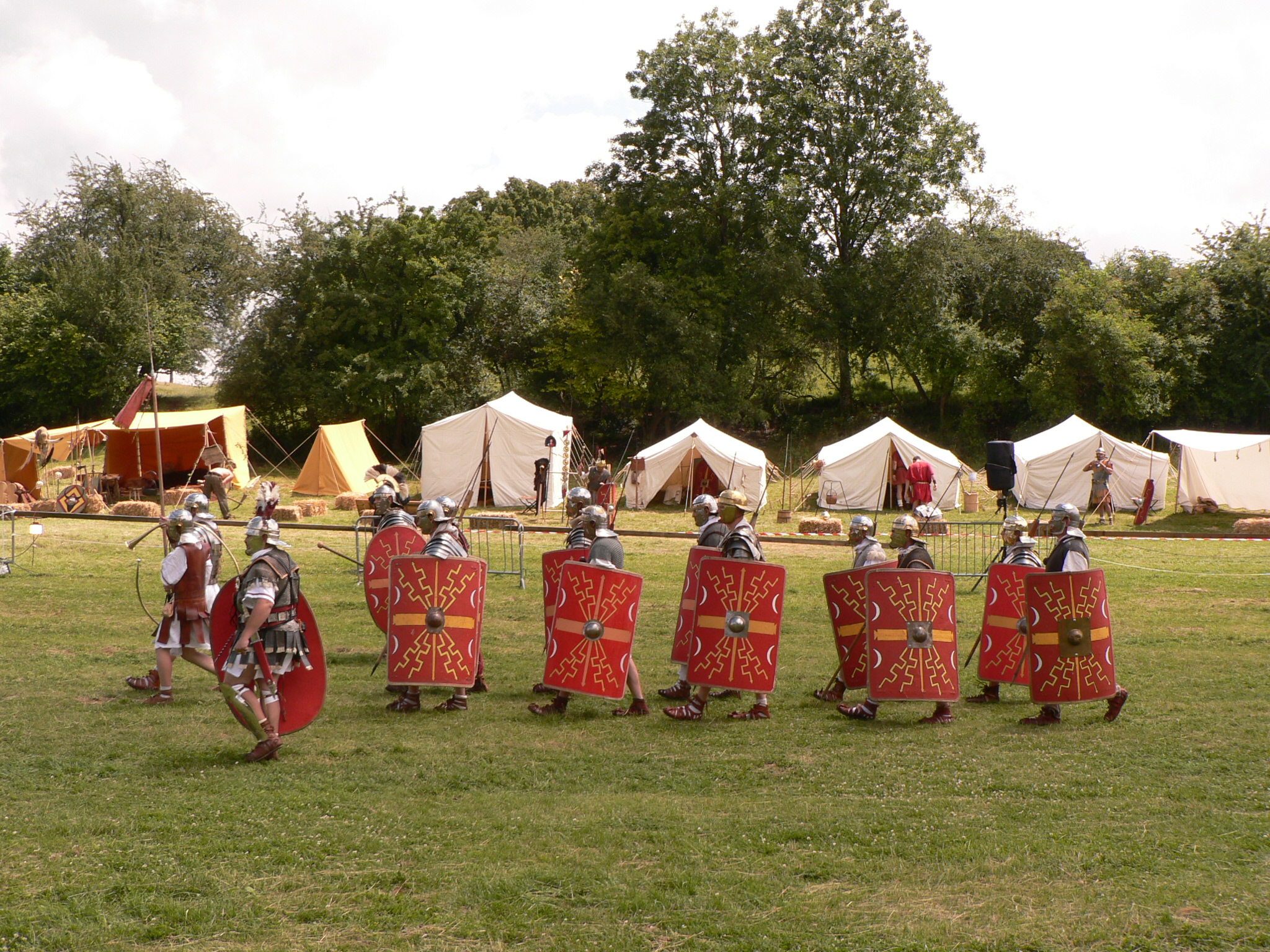
La Légion VIII en marche à Marles.
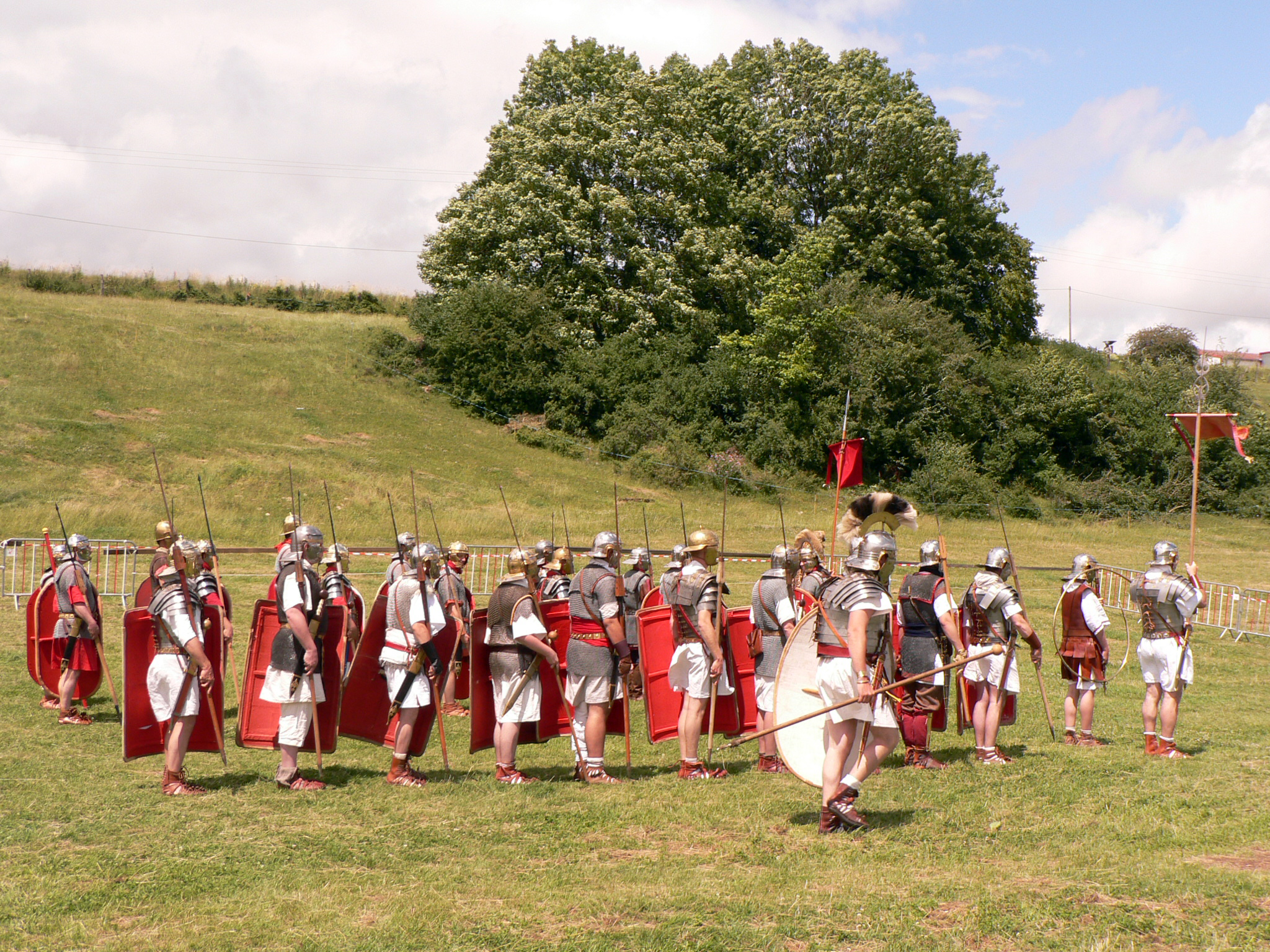
La Légion VIII en attente.

### Le Mirabellum
Inauguré fin septembre 2019 à Mirebeau-sur-Bèze (Côte-d'Or), le Mirabellum est un centre d'interprétation dédié au camp de la VIIIe Légion Auguste établi à proximité de la ville. Ce centre d’interprétation est doté d’outils de médiation qui permettent à tous, en soutien de l’exposition de vestiges archéologiques, de découvrir le camp romain, la vie des légionnaires et le travail des archéologues.

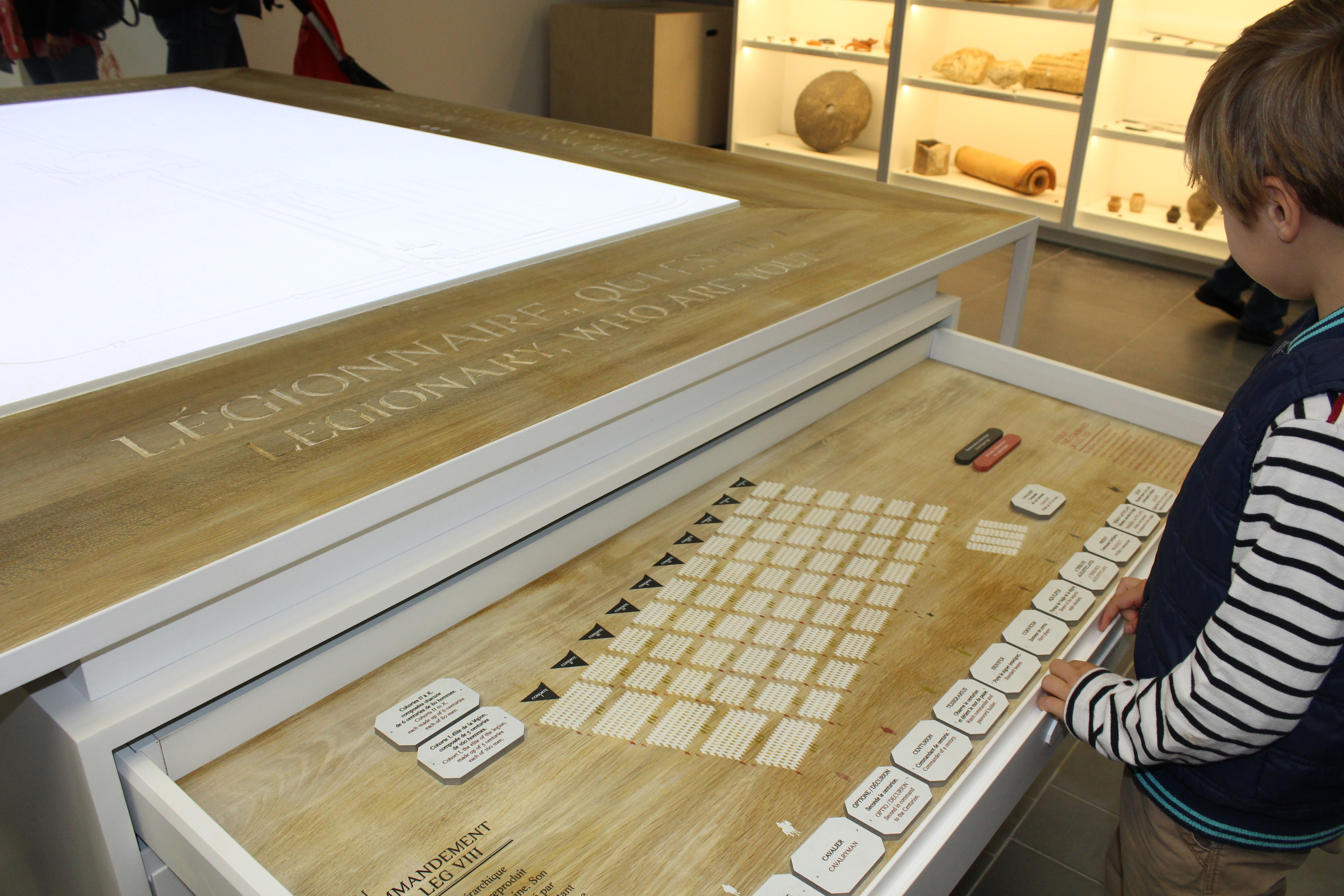
Vue intérieure du Mirabellum.